# Буср ибн Абу Артат
Абу Абд ар-Рахман Буср ибн Абу Артат аль-Амири (араб. بسر بن أبي أرطأة العامري‎; 620-е, Мекка — 700-е, Дамаск) — арабский военачальник участник арабских завоеваний, в дальнейшем — соратник Муавии ибн Абу Суфьяна в годы первой мусульманской гражданской войны. После победы Муавии стал одним из крупнейших военачальников нового Омейядского халифата. После кончины Муавии в 680 году отошёл от дел и скончался в преклонном возрасте при халифе Абдул-Малике или уже при аль-Валиде I.
Некоторые ранние арабские источники называют его сахабом, однако данное мнение не является общепринятым.

## Происхождение и ранние годы
Буср принадлежал к курайшитскому клану Бану Амир ибн Луай, точнее к его подклану Завахир, который жил в горной части Мекки. Имя его отца в источниках пишется по-разному — и Артат и Абу Артат; последние являются более надёжными. Согласно историку XII века Ибн Хазму, Абу Артатом звали деда Бусра, а его отца звали его просто Артат. Родился Буср в 620-х годах, по разным данным или незадолго до начала мусульманского летоисчисления (то есть до переселения мусульман из Мекки в Медину 622 года), или около 625 года.
Традиционные исламские источники расходятся во мнения, являлся ли Буср одним из сподвижников исламского пророка Мухаммеда (сахабом). Сирийские источники (сторонники Муавии ибн Абу Суфьяна) и некоторые авторитетные мухаддисы, в том числе ад-Даракутни (ум. в 995) называют его одним из сахабов и даже передатчиком хадисов. Большинство шиитских источников, ровно как и некоторые суннитские, включая Яхью ибн Маина, его таковым не считают.

## Участие в арабских завоевательных походах
В 634 году Буср присоединился к армии Халида ибн аль-Валида, которая направлялась на завоевание Византийской Сирии. По словам историка IX века аль-Балазури, после того как 24 апреля 634 года военачальник атаковал союзников Византии, арабов-христиан Гассанидов в Мардж Рахит он отправил Бусра Хабиба ибн Масламу в набег на деревни оазиса Гута близ столицы Сирии Дамаска. В дальнейшем он присоединился к наступавшей на Византийский Египет армии Амра ибн аль-Аса и продолжал сражаться под его началом в ходе арабского наступления вглубь территории империи, в Северную Африку. Историк XI века Ибн Абду-ль-Хакам и историк IX века Абу Убайд аль-Бакри пишут, что когда в 643/644 году Амр ибн аль-Ас осаждал портовый город Триполи в Ливии он отправил Бусра на завоевание оазиса Ваддан в центре региона, что последний успешно и сделал и наложил на местных жителей ежегодную дань в 360 рабов. Позже они отказались от выплаты, и арабам удалось её восстановить только после повторного завоевания региона Укбой ибн Нафи в 666/667 году. Историк IX века Якуби пишет, что в ходе своего похода Буср принял капитуляцию от жителей области Феццан к югу от оазиса.
В знак признания храбрости Бусра на поле боя халиф Умар ибн аль-Хаттаб исполнил в честь него мольбу. По словам аль-Балазури, за победу над врагами Буср получил от халифа 200 динаров. В 647/648, 648/649 или 649/650 году преемник Умара халиф Усман ибн Аффан отправил Бусра в числе других знатных арабов-мусульман на подкрепление Абдуллаху ибн Саду, который был на тот момент назначен наместником Египта. Отсюда они продолжили завоевательные и грабительские походы в византийскую Африку.

## Служба Муавии
С началом Первой фитны (дословно — «Смуты») в 656 году Буср поступил на службу к наместнику Сирии Муавии ибн Абу Суфьяну из дома Омейядов, активно сражаясь против халифа Али ибн Абу Талиба. Он переманил на сторону Муавии видного лидера киндитов Шурахбила ибн Симта. В 657 году он был среди командующих Муавии во время Сиффинской битвы. Когда битва зашла в тупик, противоборствующие стороны приняли участие об организации арбитража, на который согласились пойти все сторонники Муавии кроме Бусра. В 658 году Буср был одним из руководителей египетского мятежа против Али вместе с Муавией ибн Худайджем и Масламой ибн Мухалладом, где за свою храбрость получил от местного наместника Кайса ибн Сада прозвище «Лев ислама».
После провала попытки мирного урегулирования и арбитражных переговоров военные действия между противоборствующими сторонами возобновились с новой силой. Пока Амр устанавливал контроль над Египтом (он пал летом 658 года), Муавия направил полководцев на рейды по территории Али в Аравии и Ираке. В конце 660 года он направил группировку во главе с Бусром в Хиджаз и Южную Аравию. Ранее Муавия уже пытался добиться клятвы верности от курайшитов Мекки, отправив группировку под командованием Язида ибн Шаджара, однако эта экспедиция не выполнила свою задачу. Среди всех полководцев Муавии той эпохи бельгийский востоковед А. Ламменс особенно выделяет именно Бусра, называя его «наиболее яркой фигурой» и «типичным бедуином старой школы», что не испытывает жалости к врагу если шиитские источники описывали его действия действительно правдиво. Историк В. Маделунг писал, что Муавия выбрал для проведения кампании именно Бусра из-за того, что его «не мучили угрызения совести», что были у Язида, который не хотел проливать кровь в священном городе ислама. По уровню лояльности к властителям Омейядов Буср, по словам Ламменса, был одним из наиболее выдающихся арабских деятелей, которого в дальнейшем превзошли лишь Муслим ибн Укба и аль-Хаджжадж ибн Юсуф. Суннитские источники обычно избегают подробностей при описании его деятельности, однако ранние мусульманские и шиитские подробно описывают то, что считают злодеяниями, которые, по их мнению, произошли по приказу Муавии.
Амр ибн аль-Ас передал Бусру для выполнения задания 3 тысячи сирийцев. В ответ на просьбы со стороны знатных кайситов, обеспокоенных опасениями того, что Буср собирается мстить за убийство членов двух курайшитских кланов во время завоевания Мекки 630 года, Муавия вывел из под командования Бусры членов этого клана. Проведя смотр войск недалеко от Дамаска, в Дейр-Мурране, Буср отстранил ещё 400 бойцов от участия в кампании и продолжил её, возглавляя около 2600 человек.